# Pulsztyn
Pulsztyn (613 m n.p.m.) – niskie, odosobnione wzniesienie w Pieninach Czorsztyńskich. Jego wierzchołek wznosi się 131 m ponad poziom wody w pobliskim Jeziorze Sromowskim, a wzniesienie znajduje się w odległości około 200 m od jego północnego brzegu, poniżej masywu Flaków i Upszaru. Znajduje się na obszarze Pienińskiego Parku Narodowego (na jego obrzeżach) i nie prowadzi do niej żaden szlak turystyczny. Ze Sromowiec Wyżnych dochodzi do obrzeży Pulsztyna droga gruntowa (już poza obrębem parku), a po zachodniej stronie Pulsztyna jest niższe, skaliste wzniesienie Papieżka.
Pulsztyn znajduje się w Pienińskim Parku Narodowym w granicach wsi Sromowce Wyźne w województwie małopolskim, w powiecie nowotarskim, w gminie Czorsztyn i otoczony jest polami uprawnymi tej wsi. Część tych pól znajduje się również w obrębie parku narodowego, jest własnością mieszkańców Sromowiec i jest nadal przez nich uprawiana. Sam Pulsztyn jest porośnięty lasem, od południowej strony obrywa się stromą ścianą. Pomiędzy Pulsztynem a Zbiornikiem Sromowskim znajduje się źródło. W południowym kierunku poniżej Pulsztynu (tuż przy szosie) znajduje się jeszcze jedno wzniesienie – Sołtysia Skała (582 m).
W latach 1987–1988 na Pulsztynie znaleziono w Polsce zagrożony wyginięciem gatunek porostu – brodaczkę kępkową Usnea hirta.